# Olofström
Olofström è una cittadina della Svezia meridionale, capoluogo del comune omonimo, nella contea di Blekinge; nel 2005 aveva 7 382 abitanti, su un'area urbana di 7,03 km².